# Вальє-де-Лоса
Вальє-де-Лоса (ісп. Valle de Losa) — муніципалітет в Іспанії, у складі автономної спільноти Кастилія-і-Леон, у провінції Бургос. Населення — 600 осіб (2010).
Муніципалітет розташований на відстані близько 290 км на північ від Мадрида, 80 км на північний схід від Бургоса.
На території муніципалітету розташовані такі населені пункти: (дані про населення за 2010 рік)
- Аострі-де-Лоса: 5 осіб
- Барріга: 11 осіб
- Кальсада: 8 осіб
- Кастресана: 23 особи
- Кастрісьйонес: 8 осіб
- Фресно-де-Лоса: 23 особи
- Осалья: 4 особи
- Ластрас-де-ла-Торре: 11 осіб
- Ластрас-де-Теса: 33 особи
- Льйоренгос: 11 осіб
- Мамбліга: 8 осіб
- Кінкосес-де-Юсо: 240 осіб
- Кінтанілья-ла-Охада: 8 осіб
- Рельйосо: 8 осіб
- Сан-Мартін-де-Лоса: 25 осіб
- Ріо-де-Лоса: 20 осіб
- Сан-Льйоренте: 32 особи
- Сан-Панталеон-де-Лоса: 12 осіб
- Теса-де-Лоса: 29 осіб
- Вільябасіль: 23 особи
- Вільясіан: 11 осіб
- Вільяламбрус: 3 особи
- Вільялуенга: 34 особи
- Вільяньйо: 10 осіб

## Демографія
Динаміка населення (INE ):